# Ohio Country

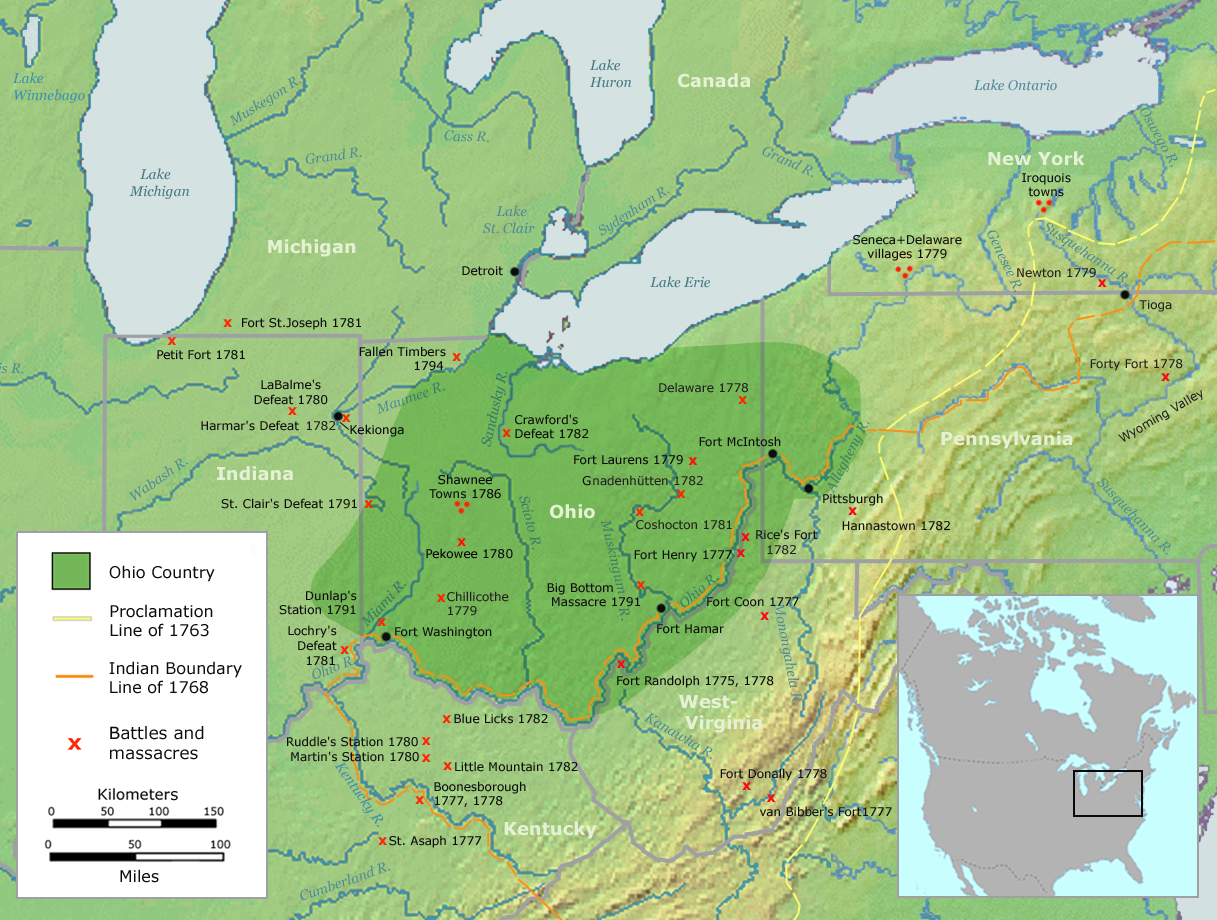
Ohio Country med slag och massakrer mellan åren 1775 och 1794

Ohio Country (ibland kallat Ohioterritoriet eller Ohiodalen av fransmännen) var under 1700-talet namnet på områdena i  Nordamerika, belägna väster om Appalacherna samt vid övre Ohiofloden söder om Eriesjön. 
Området var en av USA:s första västgränser, och bestod av det som senare kom att bli Västra Pennsylvania, nordöstra West Virginia, Ohio, samt östra Indiana. Många historiker menar att engelsmännens bosättningar i området var den största orsaken till att Fransk-indianska kriget utbröt, och att det blev en bidragande orsak till Amerikanska självständighetskriget. 
Efter revolutionen skapades, genom Northwest Ordinance of 1787, gränserna för Nordvästterritoriet, vilket var större än Ohio Country. Territoriet omfattade allt amerikanskt landområde väster om Pennsylvania och nordväst om Ohiofloden. Det täckte allt av det som senare kom att bli delstaterna Ohio, Indiana, Illinois, Michigan, Wisconsin, och nordöstra Minnesota.

### Fotnoter
1. ↑  ”Ohio” (på engelska). World Statesmen. http://www.worldstatesmen.org/US_states_O-R.html#Ohio. Läst 9 november 2015.